# المدقال
المدقال، هو أحد الفنون التقليدية والشعبية في منطقة عسير، جنوب المملكة العربية السعودية، وهي رقصة حربية مختصة بالرجال، تُؤدى عادة ترحيباً بقدوم الضيوف في المناسبات الاجتماعية. والمدقال يعني في بعض اللهجات المحلية في منطقة عسير "القدوم"، وهو فن يؤدى قبل العرضة الجنوبية.

## طريقة المدقال
تشبه المدقال العرضة الجنوبية، إلا أن الراقصين يؤدونها في صف واحد وتتفاعل حركاتهم مع إيقاع قائد المجموعة والذي يطلق عليه اسم "المزيف"، قبل أن يلتف الصف حول بعضه على شكل حلقة دائرية أو نصف دائرة، ويطلق المؤدون البارود في خطوة ترمز إلى الترحيب بالضيوف وشجاعة رجال القبائل جنوب المملكة، وتسمى بـ"التعشيرة"، وهي مختلفة عن فن التعشير في محافظة الطائف.
وكان المدقال يؤدى قديماً كنوع من الاستعراض العسكري، وعادة ما يؤدى في احتفالات الزواج. وتبدأ طقوس هذا الفن الشعبي باجتماع أبناء القبيلة الواحدة على مقربة من موقع الحفل لتنظيم صفوفهم، ويتقدمهم كبيرهم، ويحثهم على تنظيم صفوفهم، ويطلق على هذه الخطوة "المخيلة"، ليبدأ شاعر القبيلة بنظم أبيات حماسة (تدعى في اللهجة المحلية بالمقصلفة) يرددها المؤدون، وتبدأ إيقاعات الطبول إيذاناً بالمسيرة.

## أزياء المؤدين
يتزين عادة مؤدو فن المدقال باللبس التقليدي في منطقة عسير، حيث تحضر الجنبية، القديمية، البندقية "المقمع والفتيل"، والزهاب "البارود والقمع".